# منتخب المكسيك لكأس فيد
منتخب المكسيك لكأس فيد هو ممثل المكسيك الرسمي في كرة المضرب في كأس فيد.